# Manduca albolineata
Manduca albolineata là một loài bướm đêm thuộc họ Sphingidae. Nó được tìm thấy ở Peru.